# 規格化
規格化 (きかくか、英: normalization) とは、ある空間で粒子が一つ存在し、それを記述する波動関数をΨとすると、Ψのノルムに関して、
{\displaystyle \int |\Psi |^{2}d\mathbf {r} =1}
とすることである。正規化とも言う。積分は当該粒子の存在する全空間に対して行われる。積分の範囲は、その粒子のなす系に課された境界条件によって変わる。一つの例として周期的境界条件に基づく結晶格子では、以下のようにその単位胞内で規格化のための積分が行われる。
{\displaystyle \int _{V_{cell}}|\Psi |^{2}d\mathbf {r} =1}
ここで、Vcell は単位胞の体積である。
直交座標系を考えて、r=(x,y,z) とし、更に時間tも考えると、一粒子の波動関数は {\displaystyle \Psi =\Psi (x,y,z,t)=\Psi (\mathbf {r} ,t)} で表され、これは、
{\displaystyle \int |\Psi |^{2}d\mathbf {r} =\int |\Psi (\mathbf {r} ,t)|^{2}d\mathbf {r} =1}
と規格化される。これは、ある時刻ｔで粒子が位置 r での微小な領域 dr(=dxdydz) に存在する確率が、{\displaystyle |\Psi (\mathbf {r} ,t)|^{2}d\mathbf {r} } であることを示している。それを全空間（粒子の存在しうる全領域）で積分すれば、確率の総和は1となる必要がある。この要請を満たすために規格化を行う。実際の数値計算等で求められる波動関数は、そのままでは上記の積分が1となる保証はないので、積分値が1となるように規格化される。

## デルタ関数による規格化
実際の量子論では、自乗積分が∞に発散するような関数を扱うことも多い。
{\displaystyle \int |\psi _{k}(\mathbf {r} ,t)|^{2}d\mathbf {r} =\infty }
その場合は、次のようなデルタ関数による規格化を許している。
{\displaystyle \int \psi _{k}^{*}(\mathbf {r} ,t)\psi _{k'}(\mathbf {r} ,t)d\mathbf {r} =\delta (k-k')}
この場合における{\displaystyle |\psi _{k}(\mathbf {r} ,t)|^{2}}は、ある時刻ｔで位置{\displaystyle \mathbf {r} }の測定をした時の確率密度{\displaystyle p(\mathbf {r} ,t)}ではなく、次のように相対確率を表す。
{\displaystyle p(\mathbf {r} ,t)\neq |\psi _{k}(\mathbf {r} ,t)|^{2}}
{\displaystyle p(\mathbf {r} ,t)\varpropto |\psi _{k}(\mathbf {r} ,t)|^{2}}